# Xylopsocus ebeninocollis
Xylopsocus ebeninocollis är en skalbaggsart som beskrevs av Pierre Lesne 1901. Xylopsocus ebeninocollis ingår i släktet Xylopsocus och familjen kapuschongbaggar. Inga underarter finns listade i Catalogue of Life.